# Jacarecica do Sul
Jacarecica do Sul é uma praia do município de Jequiá da Praia, no estado de Alagoas. Selvagem e deserta, é considerada uma das praias mais bonitas do estado.
Costuma receber um bom número de turistas durante a alta temporada, porém não conta com infraestrutura, sendo indicado que os visitantes levem alimentos e bebidas.
Cercada por mata nativa preservada, a praia se destaca por conta das grandes falésias, com mais de 15 metros de altura. Possui uma estreita faixa de areia, e o mar é levemente agitado, apresentando boas ondas a maior parte do tempo, muito propícias para o banho e para prática de alguns esportes náuticos, como o bodyboard.